# 과달루페군 (뉴멕시코주)

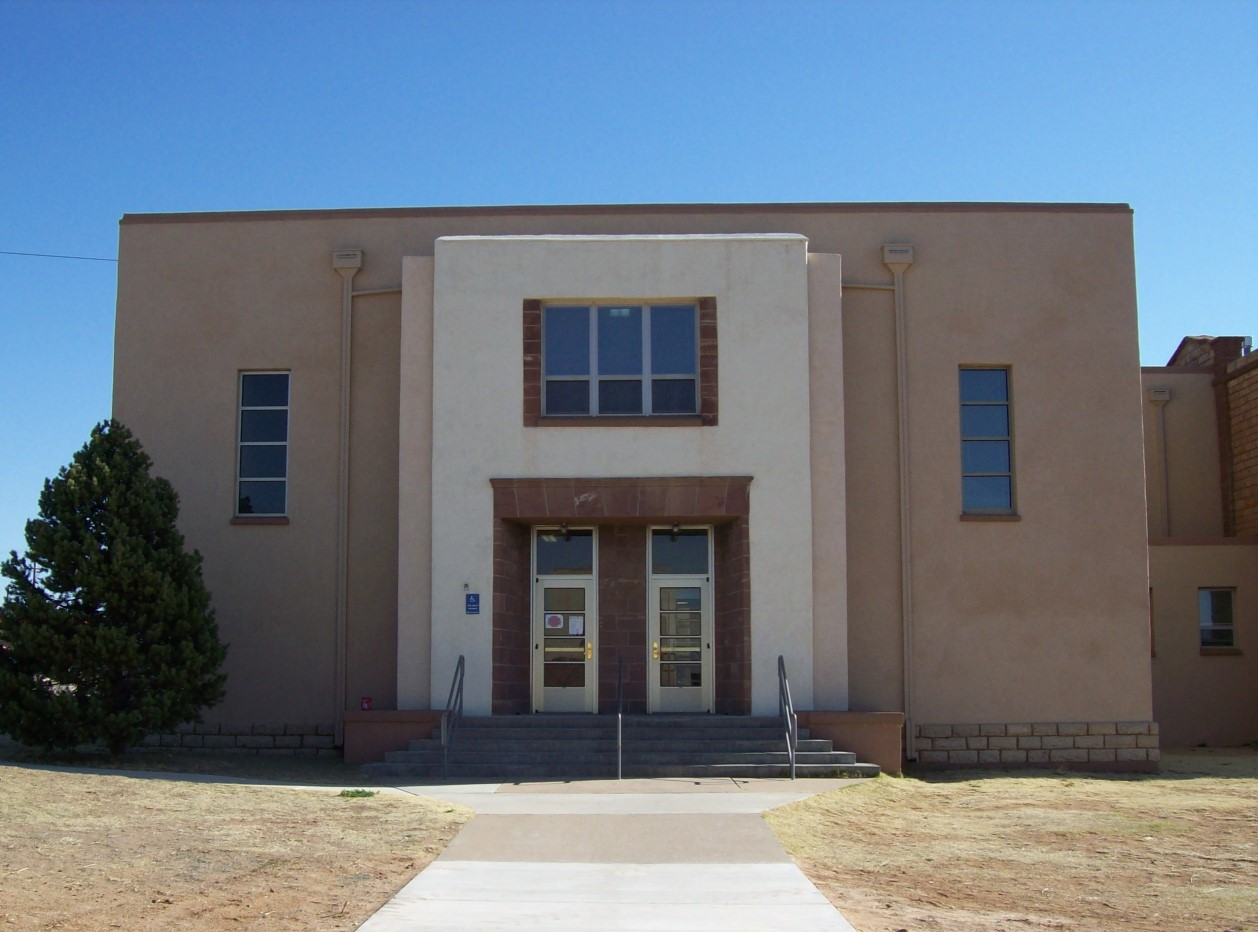

과달루페군(Guadalupe County)은 미국 뉴멕시코주 동부에 있는 군이다. 2000년 현재, 인구는 4,680명이다. 군청 소재지는 산타로사이다.

## 지리
총면적은 7,852 km2(3,032 mi²)이다. 이 중 육지 면적은 7,849 km2(3,030 mi²)이고, 수면적은 3 km2(1 mi²)로, 수면적이 과달루페 군 면적의 0.04 %를 차지한다.

## 인구
| 인구조사                                                      | 인구   | Note  | %±     |
| ------------------------------------------------------------- | ------ | ----- | ------ |
| 1910년                                                        | 10,927 |       | —      |
| 1920년                                                        | 8,015  |       | −26.6% |
| 1930년                                                        | 7,027  |       | −12.3% |
| 1940년                                                        | 8,646  |       | 23.0%  |
| 1950년                                                        | 6,772  |       | −21.7% |
| 1960년                                                        | 5,610  |       | −17.2% |
| 1970년                                                        | 4,969  |       | −11.4% |
| 1980년                                                        | 4,496  |       | −9.5%  |
| 1990년                                                        | 4,156  |       | −7.6%  |
| 2000년                                                        | 4,680  |       | 12.6%  |
| 2010년                                                        | 4,687  |       | 0.1%   |
| 2019 (추산)                                                   | 4,300  | [ 1 ] | −8.3%  |
| U.S. Decennial Census 1790-1960 1900-1990 1990-2000 2010-2016 |        |       |        |

## 인접하는 군
- 북쪽: 산미겔 군
- 동쪽: 콰이 군
- 남쪽: 데바카 군
- 남서쪽: 링컨군
- 서쪽: 토랜스 군